# Iossif Juljewitsch Karakis

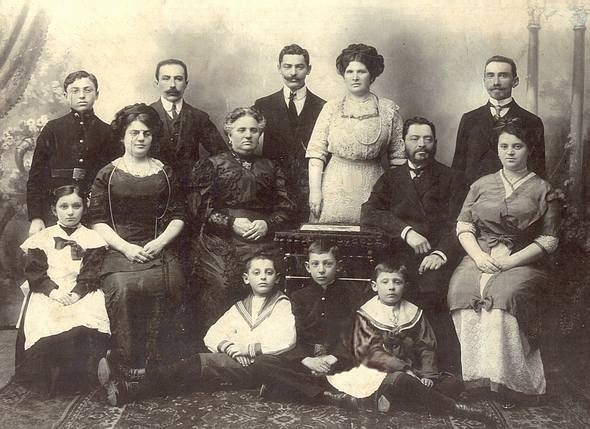
Familie Karakis, 1911

Iossif Juljewitsch Karakis (russisch Иосиф Юльевич Каракис, ukrainisch Йосип Юлійович Каракіс Jossyp Julijowytsch Karakis; * 29. Mai 1902 in Balta, Gouvernement Podolien, Russisches Kaiserreich; † 23. Februar 1988 in Kiew, Ukrainische SSR:402) war ein sowjetischer Architekt, Städtebauer, Künstler und Pädagoge. International bekannt als Architekt, galt er sowohl in der Sowjetunion als auch im Ausland als bedeutender Vertreter der kurzen Epoche des ukrainischen Konstruktivismus und aktiver Kämpfer für die Erhaltung historischer Denkmäler.:19

## Leben
Iossif Karakis wurde am 29. Mai 1902 in Balta in der Familie von Julij Borissowitsch Karakis (1879–1943), Beamter und Mitbesitzer einer Zuckerfabrik im kleinen Ort Turbow, und der Frida Jakowlewna Karakais (1882–1968, geb. Gejbtmann) als ältester Sohn geboren. Sein Bruder David (1904–1970) schlug die Laufbahn eines Militärarztes ein, brachte es zum Oberst und befehligte während des Zweiten Weltkrieges ein Hygieneaufsichtskommando.:42,44
1917 absolvierte Iossif Karakis eine Realschule in Winniza. Gleichzeitig besuchte er einen Abendmalkurs beim Künstler A. M. Tscherkasskij. Ab 1918 arbeitete er als Bühnenbildner am Winnizaer Theater bei Matwej Draka für die Truppe von Gnat Jura, Amwrossij Butschma und Marjan Kruschelnizkij, ab 1921 als Künstler der Gebietsabteilung für politische Bildung der Denkmalschutz-Kommission und stellte die Galerie und Bibliothek aus der Kunstsammlung der Fürstin Alexandra Branicka auf deren Gutshof in Nemirow für das Stadtmuseum zusammen.:46
1922 ließ er sich an der juristischen Fakultät des Instituts für Volkswirtschaft immatrikulieren, wechselte aber ein Jahr später zur Kunsthochschule Kiew, wo er Malerei studierte. Während des Studiums war er als Bühnenbildner tätig (1925–1926 unter Anleitung von Nikolaj Buratschek). 1925, bereits im fünften Semester, gab er unter dem Einfluss von Jakow Sternberg das Kunststudium auf und ließ sich an der Fakultät für Architektur immatrikulieren.:46
1926 heiratete Iossif – ohne die Eltern in Kenntnis davon zu setzen (weil er noch nicht arbeitete) – Anna Kopmann (1904–1993), eine Klavierstudentin des Konservatoriums.:47 1929 absolvierte Iossif Karakis die Kiewer Kunsthochschule.:51
1929 arbeitete er an seinem ersten Bauprojekt mit: der Schule Nr. 71 (Polewoj-Gasse 10) in Kiew. Das Gebäude ist heute ein Baudenkmal. 1931–1932 lieferte er zusammen mit L. N. Kissilewitsch den Bauentwurf des Wohnhauses für Professoren und Dozenten des holztechnischen Instituts in Golossejewo, das in den Jahren 1932–1933 gebaut wurde. Im Januar 1931 wurde Iossif Karakis zum Wehrdienst einberufen, den er als Ingenieur-Architekt im Kiewer Wehrkreis leistete. Gleichzeitig erhielt er von A. M. Werbizkijs Assistenten die Einladung, an dem ein Jahr früher gegründeten Kiewer Institut für Bauingenieurwesen, der heutigen Nationalen Universität für Bauwesen und Architektur am Lehrstuhl für Projektierung von Zivilbauten zu arbeiten. Damals entwarf er zum ersten Mal selbständig ein Gebäude: das Haus der Roten Armee und Flotte (heute die Hauptoffiziersversammlung der Ukraine, ein Denkmal der Architektur) und wurde dafür mit einer Prämie ausgezeichnet.:60

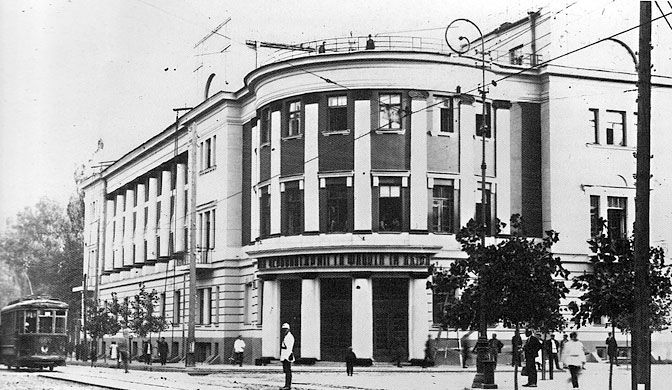
Haus der Roten Armee und Flotte

1933 wurde Karakis als externer Mitarbeiter des Kiewer Instituts für Bauingenieurwesen fest angestellt und schon sehr bald als einer der besten Dozenten anerkannt.:66
1932–1934 wurde nach dem Projekt von Karakis unter Teilnahme von P. F. Sawitsch das Restaurant Dynamo (ein Baudenkmal) in der Petrowskaja-Allee, neben dem gleichnamigen Stadion (heute Walerij-Lobanowskyj-Stadion), errichtet.
Zur gleichen Zeit, 1933–1936, projektierte und baute Iossif Karakis zusammen mit P. G. Jurtschenko Sozgorod, einen Stadtbezirk in Kriwoj Rog.:78–81
1932–1934 leitete Karakis zusammen mit den Architekten A. A. Tazij, M. F. Pokornyj und A. M. Kasjanow sowie dem Künstler W. G. Meller den Umbau eines Gebäudes in der Universitäts-Straße in Charkow, in dem danach das Haus der Roten Armee, „Klim Woroschilow“, eröffnet wurde. Es trug auch den Namen „Allukrainisches Haus der Roten Armee ‚Klim Woroschilow‘“. Neun Jahre später, während des Krieges, wurde es 1943 zerstört.:77
1936 erbaute Karakis das Haus der Roten Armee (heute die Garnisonoffiziersversammlung) im kleinen Ort Osjornoje, 10 Kilometer südlich von Schitomir. Dieses Projekt wurde in zwei weiteren Orten verwirklicht: in Gujwa (nicht erhalten) und in Nowograd-Wolynskij.:128
1933 projektierte Karakis zwei Wohnviertel in der Janwarskogo-Wosstanija-(Januaraufstand-)-Straße 3 und 5 in Kiew (Heute Masepa-Straße), die 1934–1940 gebaut wurden. Heute sind es Baudenkmäler (Nr. 456-Kw, Nr. 456/1, Nr. 456/263).:86
Karakis verfocht die Idee der Ensemblebebauung unter Berücksichtigung von Besonderheiten des Reliefs und der Umgebung und war gegen Errichtung einzelner, zufälliger Bauwerke, die nicht zueinander oder zu der jeweiligen Landschaft passen.
In den Jahren 1934–1935 wurden zwei Filmtheater für je 1000 Zuschauer in Charkow, Kriwoj Rog und Winniza gebaut. Das Projekt wurde auf dem Allunionswettbewerb mit dem 1. Preis ausgezeichnet. Es wurde überdies 1933–1934 der Klub im Chokolowka-Wohnbaukomplex beim Flughafen in Kiew rekonstruiert.:110,421
1935–1936 projektierte Karakis ein Wohnhaus für Offiziere des Ukrainischen Wehrbereichs (Baudenkmal seit dem 16. Mai 1994) in der Straße des 25. Oktober (heute Institutskaja-Straße 15–17), das 1936–1937 gebaut wurde.:114–123
Kurz vor dem Krieg (1938–1941) wurde nach Karakis’ Entwurf ein weiteres Wohnviertel in der Institutskaja-Straße errichtet, das für den GOSPLAN (Staatliche Planungskommission) in der Straße des 25. Oktober (heute Institutskaja-Straße) 19–21 bestimmt war.:160

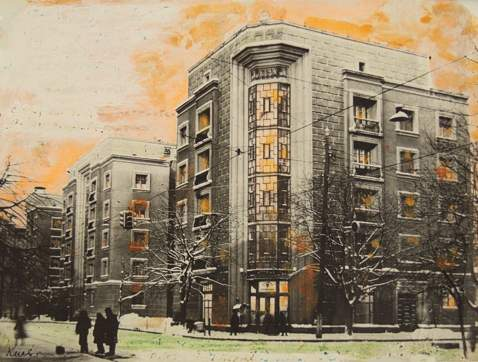
Wohnviertel in der Institutskaja-Straße

1936 wurde nach seinem Projekt (unter Teilnahme von A. Dobrowolskij) ein Wohnhaus für die Generalität in Kiew projektiert und gebaut (Solotoworotskaja-Str. 2).:132
1936–1937 projektierte und erbaute Karakis zusammen mit M. Rutschko und W. Sasanskij ein Wohnhaus für die Offiziere des Kiewer Wehrkreises in der Georgijewskij-Gasse.:134–137
An der Stelle des heutigen Hauses Nr. 6 in der Proresnaja-Straße befand sich vor dem Zweiten Weltkrieg die Musikalnyj-Gasse. Hier hatte Karakis 1936–1937 eine Musikschule und einen Konzertsaal für das Konservatorium projektiert und erbaut (heute in der Mitte des Häuserblocks).:138
Von März 1937 bis 1938 war Iossif Karakis der Hauptarchitekt der Betriebsvereinigung Ukrgraschdanprojekt (Ukrainischer Zivilbaukonzern). 1937–1939 projektierte und erbaute er die erste ukrainische Kunstschule: die Taras-Schewtschenko-Kunstmittelschule Kiew. Heute beherbergt dieses Gebäude (Wolodymyrska-Straße 2) das Nationale Historische Museum der Ukraine und ist ein Baudenkmal.:148–159
1939 wurde mit dem Bau des Judentheaters in der Chreschtschatyk-Straße (Nr. 27–29) in Kiew begonnen. Karakis hatte vier Bauentwürfe geliefert, jedoch kam es nicht zu deren Verwirklichung, da die Regierung beschloss, dass die Ukraine kein jüdisches Theater brauche, worauf die Bauarbeiten eingestellt wurden.:82–85

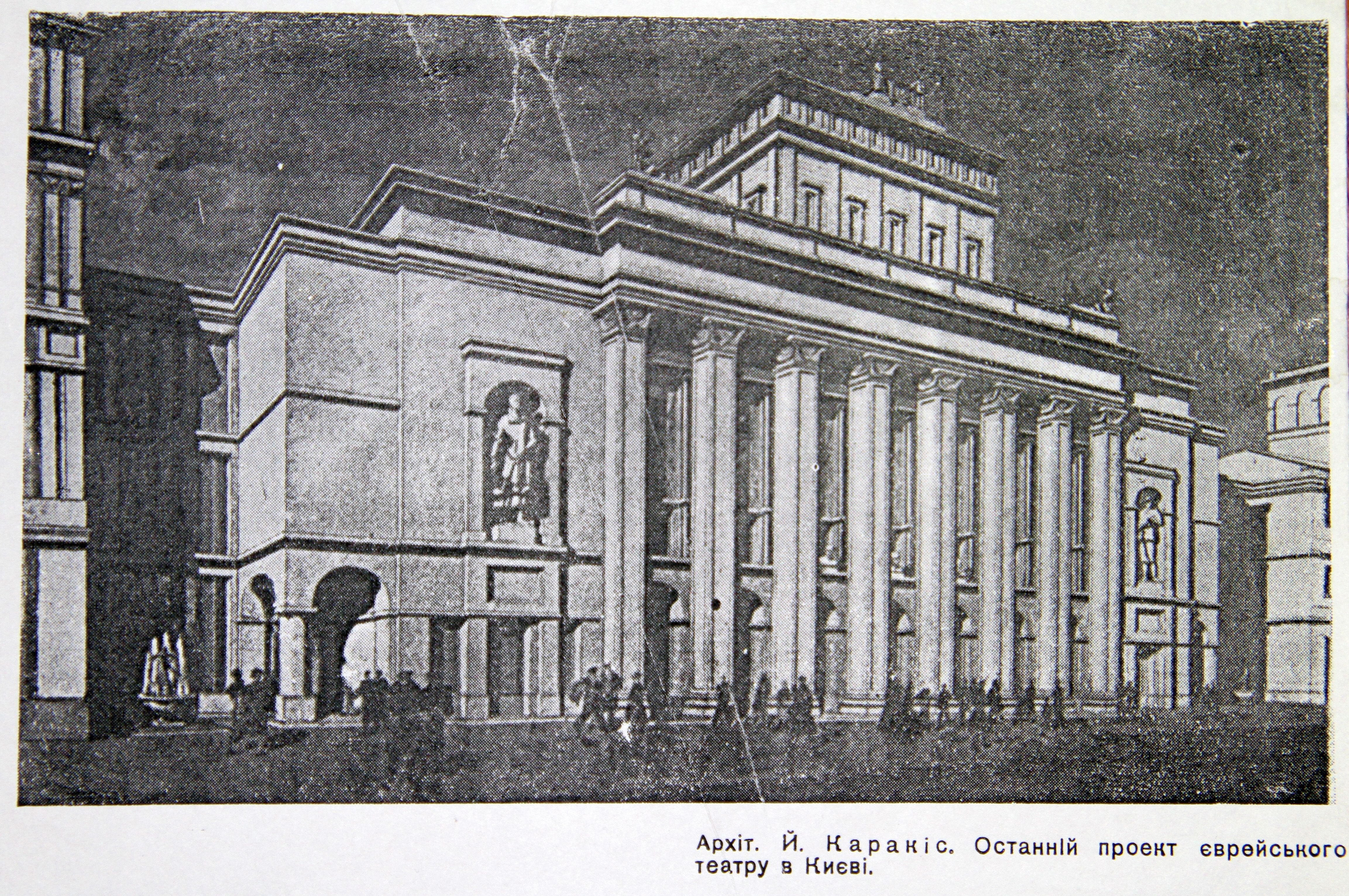
Judentheater in Kiew

1938 führte Karakis eine Rekonstruktion des 1931 gegründeten Allukrainischen Theaters der Roten Armee in der Meringowskaja-Straße (heute Sankowskaja-Straße) in Kiew durch. Dann projektierte und erbaute er 1939–1940 zwei Wohnhäuser in der Strelezkaja-Straße: Nr. 12 und Nr. 14–16 (heute gehört dieses Gebäude der finnischen Botschaft). 1939 wurde überdies ein Wohnhaus für den Versuchsbetrieb in der Nemezkaja-Straße projektiert und erbaut. Ein Jahr später, 1940, entstand ein weiteres Wohnhaus für diesen Betrieb: in der Laboratornaja-Straße. 1940 projektierte und erbaute Karakis auch eine neue Montagewerkhalle des Versuchsbetriebs in Kiew sowie eine Schule in Woroschilowgrad.:173
1939–1941 (und später im Jahr 1949) projektierte Karakis galerieartige Wohnhäuser. 1941 erbaute er ein Wohnhaus im Stadtkern von Kiew: Kreschtschatik 29. Ende September 1941, nach der deutschen Besatzung, wurde es gesprengt.:174
Im August 1941 wurde Iossif Karakis nach Rostow abkommandiert, wo er sich mit dem Bau von Schwermaschinenbaubetrieben im Rostankprojekt befasste. Dann begab er sich nach Mittelasien, wo er bald einer der leitenden Architekten Usbekistans wurde. Nach seinem Projekt wurden 1942 der Schleifkörperbetrieb in Taschkent und eine Reihe von anderen Objekten erbaut. Von Februar 1942 bis 1944 war Karakis der Hauptarchitekt und Chef des Architekturbüros des Wasserkraftwerks Farhad (Bekobod, Usbekistan). Hier wurde nach seinem Projekt das Wasserkraftwerk Farhad errichtet, das den Staudamm, die Kraftwerkshalle, den Umleitungskanal (22 km), den Aquädukt des Wasserkraftwerks (1942–1944) und Wohnbaukomplexe einschloss.:188–189
Am 23. Oktober 1945 schlug der Vorstand des Architektenverbandes der Ukraine Iossif Karakis zur Aufnahme in die Akademie der Architektur der Ukrainischen SSR vor. Seine Ernennung zum Akademiemitglied unterstützten auch seine Kollegen, jedoch konnte er diesen Titel wegen des Numerus clausus nicht erhalten, wonach von zwei in Frage kommenden Juden nur einer den Titel bekommen durfte (in diesem Fall war es Karakis’ Lehrer, Jakow Steinberg).:209
1948 wurde Iossif Karakis Abschnittsleiter am Institut für Kunstindustrie der Akademie der Architektur der UdSSR, übte aber gleichzeitig eine Unterrichtstätigkeit am KISI (Bauinstitut Kiew) aus.:236
1944–1947 projektierte Iossif Karakis das Hotel Ukraine, das 1945–1952 in der Puschkin-Straße 3 in Lugansk (heute ein Baudenkmal) erbaut wurde. Die Museumsdirektorin O. Prikolota nannte das Bauwerk „die Visitenkarte von Lugansk“.:247 Wegen dieses Projekts wurde Karakis aber des „ukrainischen bürgerlichen Nationalismus“ und etwas später auch des „Kosmopolitismus“ beschuldigt und durfte nicht mehr unterrichten. Dass er ein Jude war und mit dem ukrainischen Nationalismus gar nichts zu tun hatte – ja, dass der Nationalismus und der Kosmopolitismus zwei entgegengesetzte Begriffe sind, kümmerte keinen. Damals war das eine schwere Beschuldigung. Viele Studenten, die für ihren Lehrer schwärmten, konnten sich nicht damit abfinden, dass Karakis nicht mehr unterrichten durfte, erinnerte sich A. J. Horchot. Karakis’ Entlassung habe die Studenten schmerzhaft getroffen, schrieb seine Schülerin Tamara Ustenko (später Mitglied der Ukrainischen Akademie der Architektur). Seine besten Schüler schrieben einen Brief, der als „Brief der Dreizehn“ in die Geschichte einging.:275 In diesem Brief hieß es, das Berufsverbot für solche Pädagogen wie Karakis bedeute das Ende der Schule. Die Unterschriftensammlung leitete Michail Budilovsky. Es wurden mehrere Parteiversammlungen veranstaltet, doch die Sache verlief im Sande.
Ab 1952 arbeitete Iossif Karakis in Giprograd (Staatliches Städtebauforschungsinstitut) am Typenprojektieren. In dieser Periode, 1953–1954, konnte er zahlreiche Projekte verwirklichen, darunter erbaute er einige Schulen in Kiew. 1954 projektierte und erbaute er eine Schule in Charkow (Louis-Pasteur-Straße 4), 1958–1960 die Experimentalschule Nr. 80 in Kiew Boulevard Druschby Narodow 12b.
1959–1961 entstand nach seinem Entwurf ein Wohnhaus der Kartonagenfabrik in der Nekrassowskaja-Straße. 1962 erbaute er eine Experimentalschule in Kramatorsk. Nach diesem Projekt wurden 1962–1967 in der Sowjetunion viele Schulen gebaut. Allein in den Jahren 1953–1963 wurden über 4350 Schulgebäude in verschiedenen Städten und Republiken der Sowjetunion gebaut.:282
1963 erhielt Iossif Karakis die Einladung des Kiewer Forschungsinstituts für Zivilbau, die neugegründete Abteilung für Projektierung von Schulgebäuden zu leiten. Er nahm die Einladung an und brachte einige seiner ehemaligen Kollegen mit. Das Projektieren von Schulgebäuden im Giprograd wurde eingestellt, und alle Schulen wurden nun im obengenannten Kiewer Forschungsinstitut für Zivilbau, in Karakis’ Abteilung, projektiert, die er von 1963 bis 1976 leitete. In diesem Zeitraum arbeiteten er und seine Mitarbeiter Dutzende von Projekten aus, die mehrmals in verschiedenen Republiken der UdSSR verwirklicht wurden.:311
Karakis’ Arbeiten waren nicht nur in der ehemaligen Sowjetunion, sondern auch im Ausland bekannt. Trotz vieler Einladungen von ausländischen Firmen durfte er seine Heimat nicht verlassen, da gegen ihn ein Ausreiseverbot aus politischen Gründen verhängt worden war.:237
Iossif Karakis starb am 23. Februar 1988 und wurde auf dem Baikowe-Friedhof in Kiew neben dem Grab seiner Mutter beigesetzt, deren Grabmal er eigenhändig in Marmor ausgeführt und aufgestellt hatte (wie auch das Grabmal für seinen Vater in Taschkent).
Heute sind praktisch alle Bauwerke von Karakis (abgesehen von Typenbauten) Baudenkmäler von republikanischer Bedeutung und stehen unter Denkmalschutz.
Die Architektin und Möbeldesignerin Irma Iossifowna Karakis ist Karakis’ Tochter.

## Ausgewählte Werke
- 1929: Musterschule Nr. 71, Kiew[1]:54–55
- 1931: Wohnhaus des holztechnischen Instituts (in Zusammenarbeit mit anderen Kollegen), Kiew[1]:57–58
- 1933: Haus der Roten Armee und der Flotte (heute die Hauptoffiziersversammlung der Ukraine, ein Denkmal der Architektur)[1]:60–65
- 1934: Umbau von Wohnhäusern und die Errichtung von Sozgorod, ein Stadtbezirk in Kriwoj Rog[1]:78–80
- 1934: Haus der Roten Armee (in Zusammenarbeit mit anderen Kollegen), Charkow (nicht erhalten)[1]:76–77
- 1934: Restaurant Dynamo (in Zusammenarbeit mit anderen Kollegen), Kiew[1]:68–74
- 1934: Klub im Chokolowka-Wohnbaukomplex beim Flughafen in Kiew[1]:110
- 1934: Haus der Roten Armee (heute die Garnisonoffiziersversammlung) im kleinen Ort Osjornoje[1]:128–129
- 1934: Musikschule, Komsomolsk[1]:308–310
- 1934–1935: Filmtheater für 1000 Zuschauer, Kriwoj Rog[1]:110
- 1934–1935: Filmtheater für 1000 Zuschauer, Winniza[1]:110
- 1934–1935: Filmtheater für 1000 Zuschauer, Charkow[1]:110
- 1936: Wohnhaus für die Generalität in Kiew (Solotoworotskaja-Str. 2, in Zusammenarbeit mit anderen Kollegen), Kiew (mehrmals umgebaut)[1]:132–133
- 1936: Akademie der Architektur der UdSSR, Kiew (nicht erhalten)[1]:222–223
- 1936: Haus der Roten Armee, Nowograd-Wolynskij[1]:128–129
- 1936: Haus der Roten Armee, Gujwa (nicht erhalten)[1]:128–129
- 1937: Wohnhaus und Wohnviertel in der Masepa-Straße (Nr. 3), Kiew (Janwarskogo-Wosstanija-(Januaraufstand-)-Straße in Kiew (Heute Masepa-Straße) (mehrmals umgebaut)[1]:86–97
- 1937: Wohnhaus für Offiziere des Ukrainischen Wehrbereichs (Institutskaja-Straße 15–17), Kiew (mehrmals umgebaut), heute Wohnanlage KOWO[1]:114–123
- 1937: Wohnhaus für die Offiziere des Kiewer Wehrkreises in der Georgijewskij-Gasse (Nr. 2, in Zusammenarbeit mit anderen Kollegen), Kiew (mehrmals umgebaut)[1]:134–137
- 1937: Musikschule in der Musikalnyj-Gasse, Kiew (nicht erhalten)[1]:138–147
- 1937: Konzertsaal für das Konservatorium, Musikalnyj-Gasse, Kiew (nicht erhalten)[1]:138–147
- 1938: Allukrainisches Theater der Roten Armee in der Sankowskaja-Straße (Nr. 8), Kiew (Rekonstruktion) (nicht erhalten)[1]:162–163
- 1939: Judentheater in der Kreschtschatik-Straße (Nr. 27–29), Kiew (nicht erhalten)[1]:82–85
- 1939: Wohnhaus für den Versuchsbetrieb in der Nemezkaja-Straße, Kiew (nicht erhalten)[1]:173
- 1939: Kindergarten Nr. 1 (Orljonok) in der Masepa-Straße, Kiew[1]:98–109
- 1939: Taras-Schewtschenko-Kunstmittelschule in der Wladimirskaja-Straße (Nr. 2), Kiew (heute Nationales Historisches Museum der Ukraine)[1]:1481-59
- 1940: Wohnhaus in der Strelezkaja-Straße (Nrn. 12 und 14–16; heute gehört dieses Gebäude der finnischen Botschaft), Kiew[1]:161
- 1940: Wohnviertel in der Masepa-Straße (Nr. 5), Kiew (mehrmals umgebaut)[1]:86–97
- 1940: Wohnhaus des Versuchsbetriebs in der Laboratornaja-Straße, Kiew[1]:173
- 1940: Montagewerkhalle des Versuchsbetriebs in Kiew[1]:173
- 1941: Wohnhaus in der Krschtschatik-Straße (Nr. 29), Kiew (nicht erhalten)[1]:174–179
- 1941: Wohnviertel des GOSPLAN (Staatliche Planungskommission) in der Straße des 25. Oktobers (heute Institutskaja-Straße, Nrn. 19–21), Kiew[1]:160
- 1941: Galerieartiges Wohnhaus mit 50 Wohnungen in der Wyschgorodskaja-Straße, Kiew[1]:166–172
- 1942: Schleifkörperbetrieb, Abid-Sakirow-Straße 8, Taschkent[1]:181–185, 424
- 1942: Schleifkörperbetrieb Nr. 2, Taschkent[1]:424
- 1943: Wohnhaus für die Bauarbeiter des Wasserkraftwerks Farhad (Bekobod, Usbekistan)[1]:186–197
- 1944: Wasserkraftwerk Farhad (Staudamm, Kraftwerkshalle, Umleitungskanal (22 km) und Aquädukt des Wasserkraftwerks (1942–1944)), Bekobod, Usbekistan[1]:187
- 1945: Wohnbaukomplexe des Wasserkraftwerks Farhad für 1.000 и 500 Bewohner, Bekobod[1]:424
- 1949: Galerieartiges mit 50 Wohnungen in der Nekrassowskaja-Straße, Kiew[1]:166–172
- 1952: Hotel Oktober (heute Hotel Ukraine), Puschkin-Straße 3, Lugansk[1]:240–259
- 1953–1955: Musterschulen, UdSSR[1]:?
- 1954: Louis-Pasteur-Schule Nr. 4, Charkow[1]:295
- 1958–1960: Experimentalmittelschule Nr. 80 und Grünanlage mit Fontäne vor der Schule, Boulevard Druschby Narodow (Völkerfreundschaft) 12b, Kiew[1]:298–299
- 19??: Schulen Nrn. 24 и 42 in Woroschilowgrad[1]:345–351
- 1962: Experimentalschulen in Kramatorsk[1]:301
- 1963: Experimentalschulen für ICP-Kinder in Odessa[1]:425
- 1963: Experimentalschulen für ICP-Kinder in Berdjansk[1]:425
- 1965: Experimentalschule № 5 für 2.032 Schüler, Donezk[1]:314–322
- 1965: Schule mit quadratischen Klassenzimmern in Kramatorsk (bedarf einer Restaurierung)[1]:302
- 1964: Experimentalschule für geistig zurückgebliebene Kinder in Saporischschja[1]:425
- 1966–1969: Großräumige Experimentalschulen in Machatschkala, Baku, Woroschilowgrad und Dnjeprodserschinsk[1]:336–343
- 1969: Taras-Schewtschenko-Schule Nr. 110 für 2.600 Schüler, Taschkent[1]:330